# Шахан (селище)
Шаха́н (каз. Шақан) — селище у складі Шахтинської міської адміністрації Карагандинської області. Адміністративний центр та єдиний населений пункт Шаханської селищної адміністрації.
Населення — 7466 осіб (2021; 8289 у 2009, 12020 у 1999, 18552 у 1989).